# Ministère du Travail (Luxembourg)
Pour les articles homonymes, voir ministère du Travail et ministère de l'Emploi.
Au Grand-Duché de Luxembourg, le ministère du Travail (en luxembourgeois : Ministère fir Aarbecht et en allemand : Ministerium für Arbeit) est chargé de la politique de l'emploi, du droit du travail, des conditions de travail et de l'économie sociale et solidaire du pays.